# Пушкінська (пам'ятка природи)
Пу́шкінська — ботанічна пам'ятка природи місцевого значення в Україні. Об'єкт природно-заповідного фонду м. Харкова.
Площа 0,2 га. Створено рішенням облвиконкому від 3 грудня 1984 р. № 562. Розташована біля вул. Григорія Сковороди, 39, на майдані Архітекторів. Охороняється 2 дуби черешчатих віком понад 160 та 260 років — останці корінних дібров, що існували на місці нинішнього центра міста.
Вік одного дуба — 160 років, діаметр стовбура — 40 см, висота — 15 м; другому дереву — 260 років, діаметр стовбура — 130 см, висота — 18 м.

## Історія

Реконструкція майдану Архітекторів, що шкодить дубам, 2009 рік

4 червня 2004 року зобов'язання щодо забезпечення режиму охорони та збереження об'єкта природно-заповідного фонду взяв на себе землекористувач території — Житлово-виробниче ремонтно-експлуатаційне підприємство № 1. 2009 року сквер, в якому розташована пам'ятка, реконструюється для створення площі Архітекторів. Зокрема, земля під дубами була вкрита трав'яним покривом. 12-13 липня трав'яний і ґрунтовий (впритул до стовбурів дубів) покрив між дубами разом із поверхневою кореневою системою був знятий на глибину 15—20 см для створення тротуару. Коренева система дубів була порушена не менш ніж на половину діаметра пристовбурового кола. 14 липня площа, де був знятий ґрунт, була засипана піском. Поруч із дубами, уздовж вул. Григорія Сковороди, була вирита канава, яка також порушила їхню кореневу систему. Державною екологічною інспекцією було складно акт після проведення експертизи стосовно порушення деяких вимог з охорони об'єкта заповідного фонду України, роботи, що завдали шкоди деревам, припинилися, а охоронні таблички дубів будуть відновлені.
2009 року розглядається питання щодо можливості передачі заповідних дубів під охорону СКП «Харківзеленбуд». Харківською міською радою з метою наведення належного стану навколо ботанічної пам'ятки природи, недопущення руйнування території об'єктів виділила з фонду охорони навколишнього природного середовища кошти на обладнання об'єктів природно-заповідного фонду в сумі 30 тис. грн. На запит Держекоінспекції в Харківській області щодо визначення можливого впливу при здійсненні будівельних робіт на пам'ятку природи від УкрНДІЛГА ім. Г. М. Висоцького надійшла відповідь, згідно з якою поверхневе пошкодження коріння дубів на час обстеження не може завдати значної шкоди цим деревам. Подальший стан пам'ятки природи «Пушкінська» та недопущення негативного впливу на заповідний об'єкт перебуває на контролі Держекоінспекції в Харківській області.

Охоронна табличка на дубі черещатому (160 років)
Охоронна табличка на дубі черещатому (260 років)